# Córki dancingu

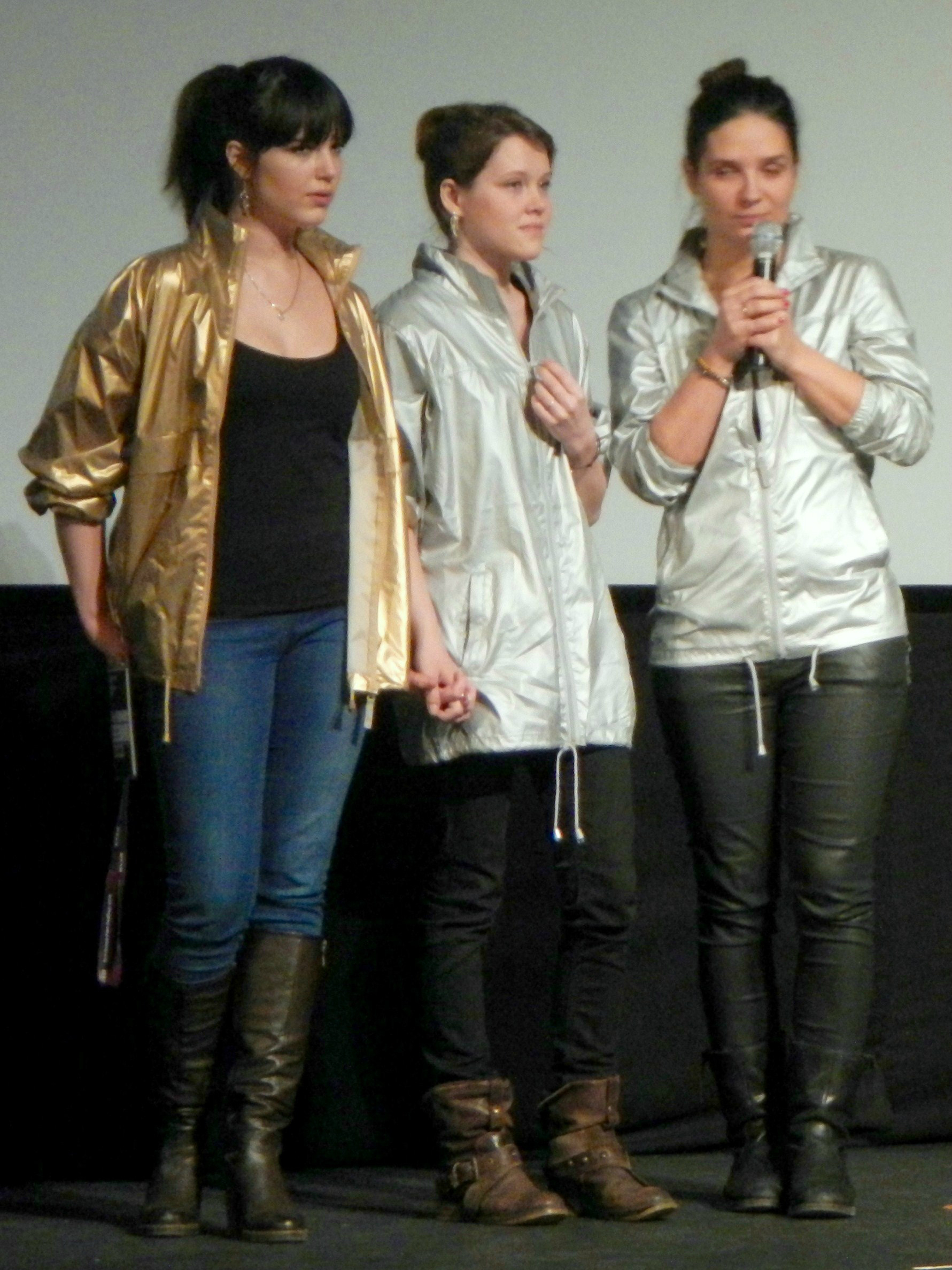
Od lewej: Michalina Olszańska, Marta Mazurek i Agnieszka Smoczyńska podczas Sundance Film Festival 2016

Córki dancingu – polski musical filmowy z 2015 roku w reżyserii Agnieszki Smoczyńskiej, zrealizowany na podstawie scenariusza Roberta Bolesty.

## O filmie
Zdjęcia kręcono w Warszawie. Autorkami i wykonawczyniami muzyki do filmu są Barbara i Zuzanna Wrońskie, tworzące zespół Ballady i Romanse. Film jest „wielkomiejską baśnią dla dorosłych”.
W filmie wykorzystano prace malarskie Aleksandry Waliszewskiej, materiały filmowe Artura Tabora i plakat autorstwa Andrzeja Pągowskiego.
Premiera filmu odbyła się na 40. Festiwalu Filmowym w Gdyni w 2015, gdzie Agnieszka Smoczyńska otrzymała nagrodę za debiut reżyserski, natomiast Janusz Kaleja i Tomasz Matraszek – nagrody za charakteryzacje. Film został również wyróżniony Kryształową Gwiazdą Elle.
W styczniu 2016 film otrzymał nagrodę specjalną jury Sundance Film Festival za „unikalną wizję i design”. 1 lutego 2017 odbyła się amerykańska premiera filmu, który tam był dystrybuowany pod tytułem The Lure.

## Fabuła
Lata 80. XX wieku, okres PRL-u. Oazą wolności i radości są dansingi, tętniące muzyką. Na brzeg Wisły wychodzą dwie młode syreny (Złota oraz Srebrna) i rzucają się w wir życia nocnego Warszawy, dołączając do muzyków zespołu Figi i Daktyle. Języka polskiego nauczyły się od Polaków wypoczywających na plażach Bułgarii. Pod wpływem wody ich nogi zmieniają się w wielki rybi ogon. Syreny poznają kobiecą naturę. Jednak niedługo natura syren daje o sobie znać, do czego wystarczy jedno złamane serce, prowadząc do krwawego finału.

## Obsada
- Marta Mazurek jako Srebrna
- Michalina Olszańska jako Złota
- Kinga Preis jako wokalistka Krysia
- Andrzej Konopka jako perkusista
- Jakub Gierszał jako Mietek, basista
- Zygmunt Malanowicz jako kierownik sali
- Magdalena Cielecka jako Boskie Futro
- Katarzyna Herman jako milicjantka
- Marcin Kowalczyk jako Tryton / Dedal
- Joanna Niemirska jako Nerka
- Katarzyna Sawczuk jako Nancy
- Roma Gąsiorowska jako Rakieta
- Grzegorz Stelmaszewski jako bramkarz
- Janina Wrońska jako barmanka Janka
- Krzysztof Chmielewski jako Aparat
- Piotr Skiba jako Delfin
- Marta Malikowska jako Lusia
- Zbigniew Buczkowski jako dyrektor estrady
- Iwona Bielska jako Rajstopa
- Dariusz Wnuk jako Niemiec

i inni